# Milkman's Son
Milkman's Son è un maxi singolo del gruppo musicale statunitense Ugly Kid Joe, pubblicato nel 1995.

## Tracce
Testi e musiche di Ugly Kid Joe.
1. Milkman's Son – 3:51
2. Tomorrow's World – 4:18
3. God (1994 version) – 2:52
4. C.U.S.T. (demo) – 2:59

## Formazione
- Whitfield Crane - voce
- Klaus Eichstadt - chitarra
- Dave Fortman - chitarra
- Cordell Crockett - basso
- Shannon Larkin - batteria

## Classifiche
| Classifica             | Posizione massima |
| ---------------------- | ----------------- |
| Official Singles Chart | 39                |